# Coronospora
Coronospora is een geslacht van schimmels uit de orde Pleosporales. De typesoort is Coronospora dendrocalami.

## Soorten
Volgens Index Fungorum telt het geslacht vier soorten (peildatum februari 2022):
| Soortnaam                   | Auteur(s)               | Publicatiejaar |
| --------------------------- | ----------------------- | -------------- |
| Coronospora dendrocalami    | M.B. Ellis              | 1971           |
| Coronospora novae-zelandiae | Matsush.                | 1985           |
| Coronospora pallescens      | Meng Zhang & T.Y. Zhang | 2004           |
| Coronospora uniseptata      | Matsush.                | 1975           |